# Protonation

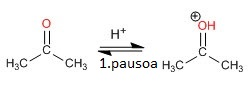
Exemple de protonation.

La protonation est une réaction chimique au cours de laquelle un proton (ion 1H+) est ajouté à un atome, une molécule ou un ion. Le produit issu de cette réaction est appelé acide conjugué du réactif de départ. La capacité avec laquelle une substance peut accepter un proton est donnée par son pKb.
Un acide de Brønsted-Lowry est défini comme une substance qui peut protoner une autre substance. Par protonation, la charge de la molécule ou de l'ion est changée ainsi que son caractère hydrophobe/hydrophile[pourquoi ?].
Quelques exemples classiques :
- la protonation de l’eau par l’acide sulfurique :

{\displaystyle \mathrm {H_{2}SO_{4}\ +\ H_{2}O\ \rightleftharpoons \ H_{3}O^{+}\ +\ HSO_{4}^{-}} }
- la protonation de l’isobutène dans la formation d’une carbocation :

{\displaystyle \mathrm {(CH_{3})_{2}C} }={\displaystyle \mathrm {CH_{2}\ +\ HBF_{4}\ \rightleftharpoons \ (CH_{3})_{3}C^{+}\ +\ BF_{4}^{-}} }
- la protonation d’un ammoniac dans la formation de chlorure d’ammonium depuis l’ammoniac et le chlorure d'hydrogène :

{\displaystyle \mathrm {NH_{3}\ +\ HCl\ \rightleftharpoons \ NH_{4}^{+}\ +\ Cl^{-}} }.